# Per Günther
Per Günther (Hagen, 5 de fevereiro de 1988) é um basquetebolista alemão que atualmente joga pelo Ratiopharm Ulm na Bundesliga Alemã. O atleta atua como armador e possui 1,84m com 79kg.